# 西瓦尔图镇
西瓦尔图镇，是中华人民共和国内蒙古自治区呼伦贝尔市莫力达瓦达斡尔族自治旗下辖的一个乡镇级行政单位。

## 行政区划
西瓦尔图镇下辖以下地区：
西瓦尔图社区、西瓦尔图村、兴隆村、新发村、民巨川村、东向阳村、长新村、大库木尔村、双龙堡村、托尔苏村、巨龙泉村、卓洛尼村、小库木尔村、永安村、中心村、七间房村、坤密尔堤村、青背村、北林泉村、九龙泉村、新农村、二龙山村、古山子村和兴泉村。